# إد بيكنل
إد بيكنل (بالإنجليزية: Ed Bicknell)‏ هو مدير مواهب ووكيل مواهب بريطاني، ولد في 1948.

## وصلات خارجية
- إد بيكنل على موقع ميوزك برينز (الإنجليزية)
- إد بيكنل على موقع ديسكوغز (الإنجليزية)